# Personvagn SJ EC3a 9058

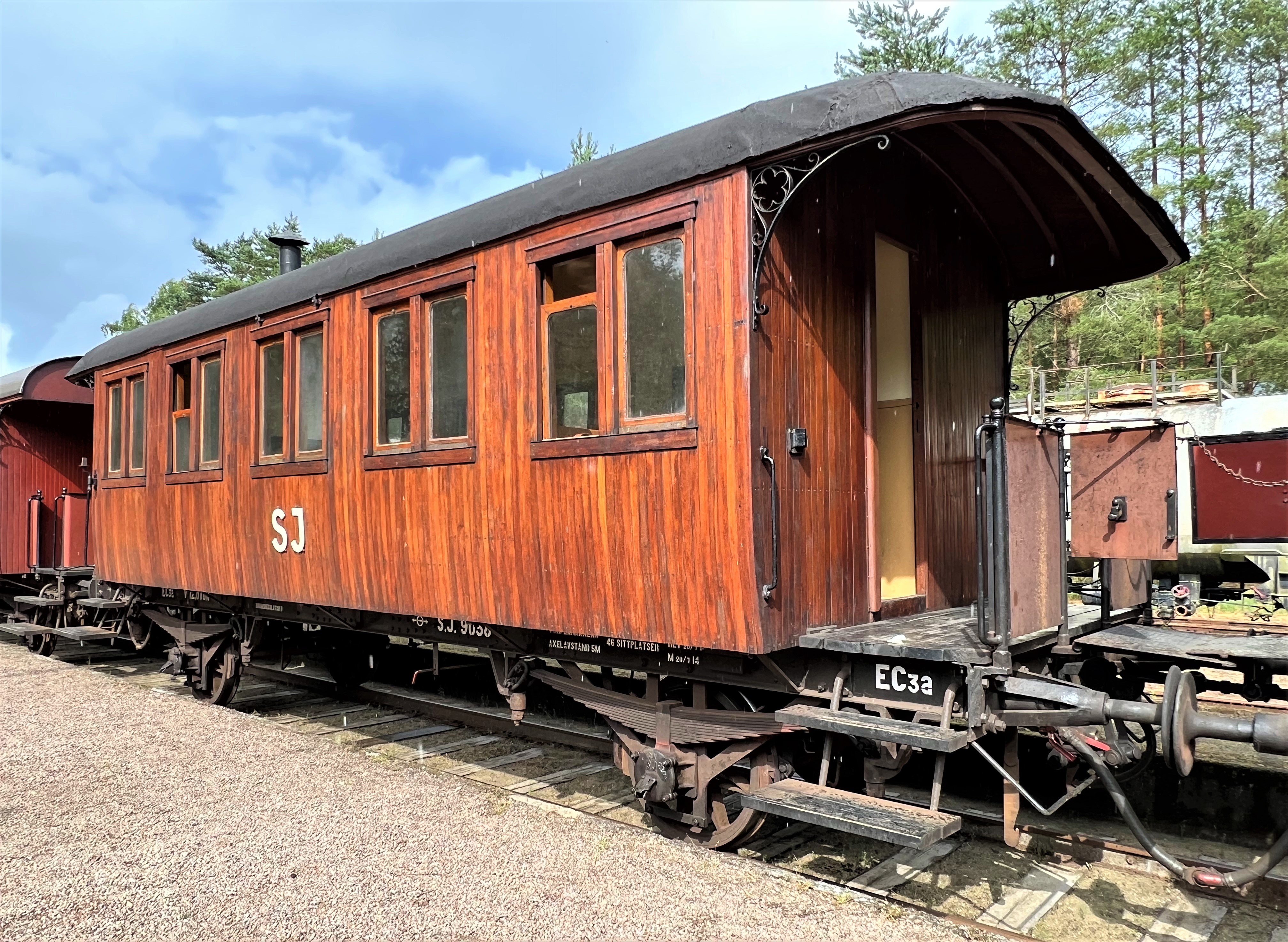
Exteriör

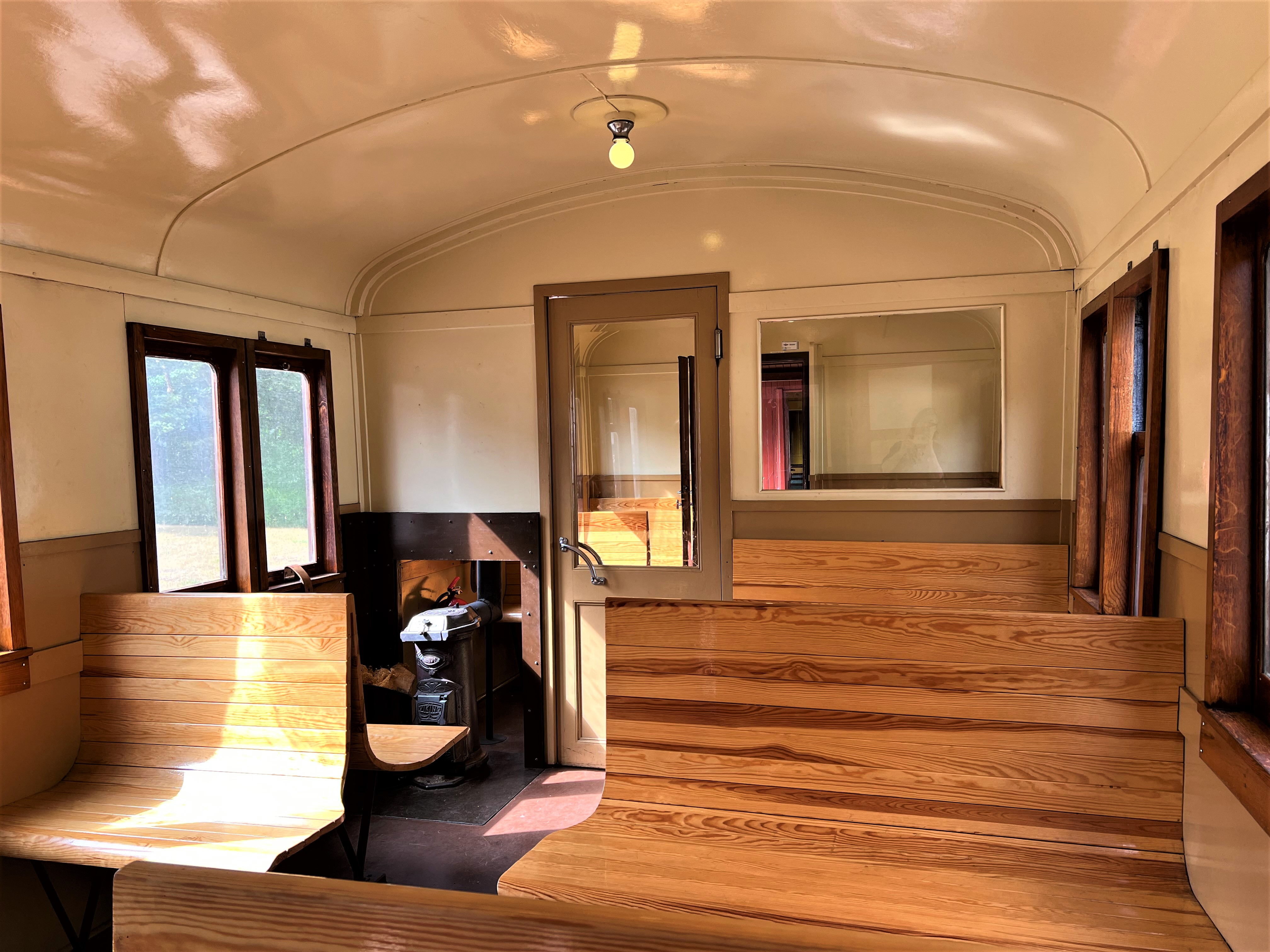
Interiör

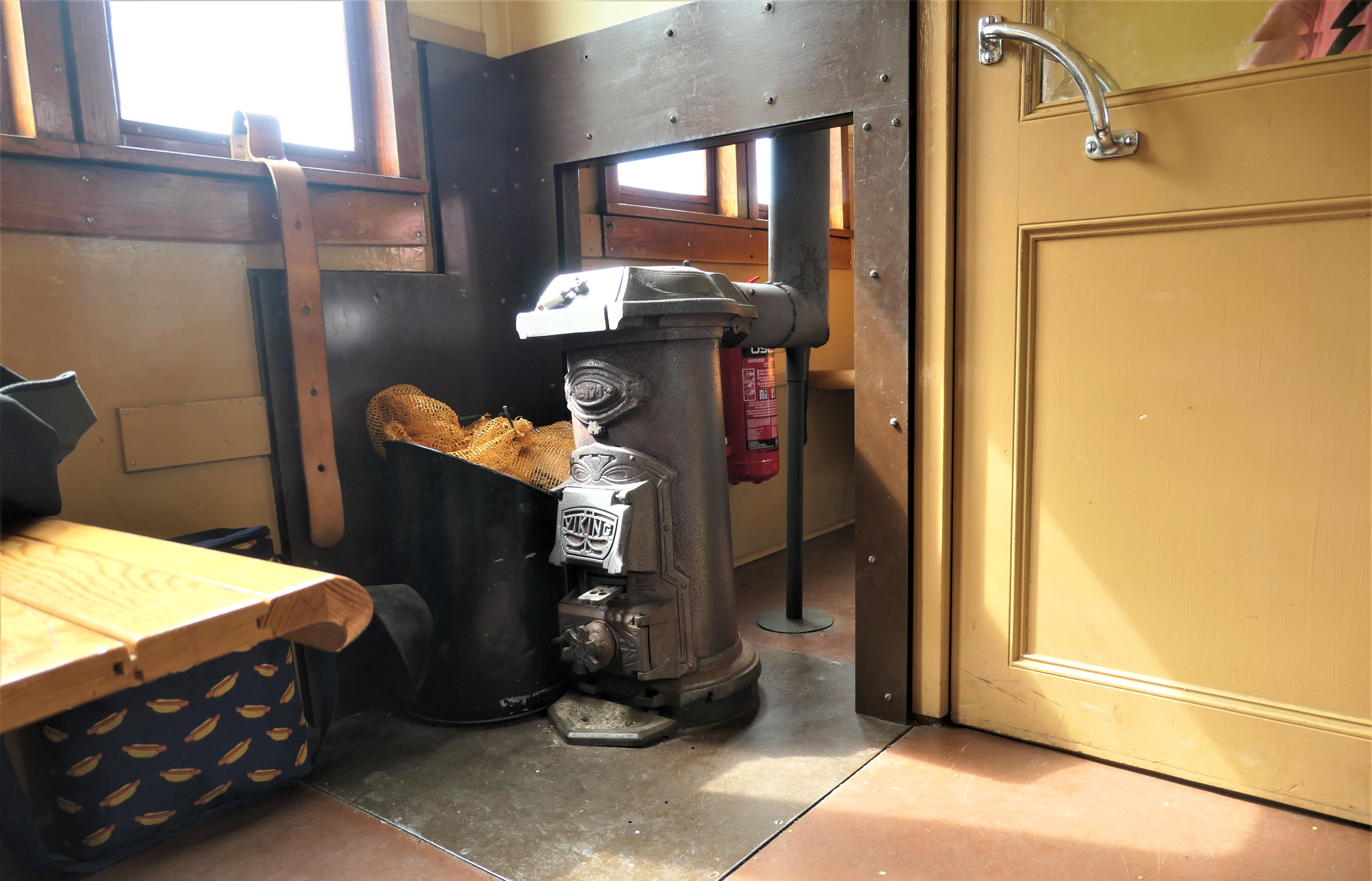
Viking vedkamin från Ankarsrums bruk

Personvagn SJ EC3a 9058 byggdes 1898 av Kockums Mekaniska Verkstad för Skåne-Smålands Järnväg som en tvåaxlig tredjeklassvagn. Den fick då beteckningen SSJ C40.
Vagnen har 46 sittplatser i två avdelningar. I en utskärning i väggen mellan avdelningarna finns en vedkamin av märket Viking från Ankarsrums bruk.
Personvagnen genomgick 1937 en större ombyggnad och fick då sina ytterväggar av stålplåt ersatta av teakpanel, samtidigt som den ursprungliga lanterninen på taket byggdes bort. De tidigare fasta länkaxlarna ersattes av så kallade fria länkaxlar, vilket gav vagnen en mjukare gång.
Personvagnen gick ursprungligen på Skåne-Smålands Järnväg mellan Hälsingborg och Värnamo. Den övertogs 1940 av Statens Järnvägar vid förstatligandet av Skåne-Smålands Järnväg 1940 och fick då beteckningen SJ EC3a 9058. Den gick i trafik fram till 1953, varefter den överfördes till SJ:s skola i Harlösa och användes som undervisningslokal.
Skånska Järnvägar övertog personvagnen 1973. Den saknade då inredning och var målad i grått. Den återställdes till personvagn som Vagn 9 och gick därefter i trafik fram till 2008, då den efter skador ställdes av. År 2014 togs vagnen återigen i trafik, efter det att bland annat teakpanelen hade skrapats fram och inredningens stoppade säten bytts ut mot nytillverkade träsoffor.